# Phagemid
Ein Phagemid bzw. Phasmid ist in der Molekularbiologie ein Plasmid, welches einen Replikationsursprung zur einzelsträngigen Replikation von f1-Phagen trägt.

## Eigenschaften
Phagemide wurden Anfang der 1980er Jahre entwickelt und dienen als Vektor für die DNA-Klonierung.
Ein Phagemid kann normal als Plasmid vermehrt werden – da es einen entsprechenden Replikationsursprung (ori) trägt – und liegt dann doppelsträngig vor. Andererseits kann man das Phagemid aufgrund der f1 intergenschen Region, die alle in cis-wirkenden Elemente für die Replikation (ori) und für das Packaging enthält, auch mit Hilfe eines Helferphagen vermehren. Dazu muss die Bakterienkultur mit einem Helferphagen infiziert werden, denn nur so werden in der Wirtszelle die nötigen viralen Komponenten für die einzelsträngige Replikation und Verpackung der Phagemid-DNA in ein Phagenpartikel gebildet. Man verwendet dazu häufig M13-Phagen oder f1-Phagen. Die Helferphagen sind gewöhnlich so gewählt, dass ihre eigene DNA weniger effektiv in neue Phagen-Partikel eingebaut werden als das Phagemid. Folglich enthalten neue Phagen hauptsächlich das Phagemid und nicht die Helferphagen-DNA. In den Phagen liegt die DNA aufgrund des gewählten f1 ori einzelsträngig vor.
Um die Phagen zu gewinnen, werden infizierte bakterielle Übernachtkulturen zentrifugiert. Aus dem Bakterienpellet lassen sich die Plasmide isolieren. Die Phagen werden sezerniert und können mittels Polyethylenglycol (PEG)-Fällung (150 μl 20 % PEG-8000 / 2.5 M NaCl je 1 ml) der Überstände angereichert werden. Die einzelsträngige DNA kann mittels Phenol-Chloroform-Extraktion und Ethanolfällung aus dem Präzipitat gereinigt werden.
Viele heute benutzte Plasmide, wie pBluescript II, enthalten einen f1 ori und sind deswegen Phagemide. Wie ein Plasmid, kann ein Phagemid dazu benutzt werden, DNA-Fragmente zu klonieren.